# Повесть о человеческом сердце
«Повесть о человеческом сердце» — двухсерийный художественный советский фильм 1974 года.

## Сюжет
Проводя очередную операцию, профессор-кардиолог Крымов и не предполагал, какое место в его жизни займёт эта пациентка. Через некоторое время она специально приедет к нему, отдыхающему в Ялте, и признается в любви. И Крымов постепенно поймёт, что они очень нужны друг другу. Отношение к любви у них совсем разное.

## В ролях
- Андрей Попов — Сергей Сергеевич Крымов, кардиохирург
- Елена Козелькова — Майя Андреевна Ольхина, пациентка
- Кирилл Лавров — Олег Капитонович Сомов, муж Ольхиной
- Ефим Копелян — Николай Николаевич Бурцев, ректор
- Наталья Храбровицкая — Наташа, дочь Крымова (озвучила Анна Каменкова)
- Александр Збруев — Евгений Петрович Чумаков, докторант
- Пётр Вельяминов — Иван Андреевич, чиновник
- Владислав Стржельчик — Илья Капитонович, хирург, чиновник
- Виктор Хохряков — Стеклов, хирург
- Любовь Соколова — Любовь, секретарь Бурцева
- Вячеслав Тихонов — текст от автора
- Антонина Пилюс — эпизод

## Съёмочная группа
- Автор сценария: Даниил Храбровицкий[5]
- Режиссёр: Даниил Храбровицкий
- Оператор-постановщик: Анатолий Мукасей
- Художник: Юрий Кладиенко
- Композитор: Александр Зацепин
- Автор стихов: Вероника Тушнова
- Дирижёр: Эмин Хачатурян
- Документальные съёмки: Владимир Цитрон